# Alþingishúsið
Alþingishúsið (dansk: Altingshuset, Altingishusid) er en historicistisk bygning fra 1800-tallet på torvet Austurvöllur i Islands hovedstad Reykjavík, der huser det islandske parlament Altinget, der er verdens ældste folkeforsamling.
Huset er opført i udhugget diabas 1879-81 efter tegninger af den danske arkitekt Ferdinand Meldahl, mens tilbygningen "Kringlan" er tegnet af Frederik Kiørboe 1908. Bygningen krones af kong Christian IX's monogram.
Alþingishúsið har også huset Islands Nationalbibliotek og Oldsagssamling, og senere det islandske nationalgalleri. Islands Universitetet benyttede bygningens anden sal fra 1911 til 1940, og Islands præsident havde sine embedskontorer i bygningen frem til 1973.

## Lokalesituation og byggeplaner
I dag er kun selve Altingssalen, et par små mødeokaler og kontorer til visse overordnede medlemmer af Altingets personale placeret i selve Alþingishúsið. Mens udvalgslokaler, parlamentarikernes kontorer og det meste af Altingets sekretariat er placeret i andre bygninger i området rundet om Austurvöllur. Der er planer om at opføre nye bygninger til at huse disse kontorer og mødelokaler i området umiddelbart vest for Alþingishúsið, hvor der i dag er parkeringspladser og et par små bygninger, der i øjeblikket anvendes af Altinget og vil blive sammenbygget med den nye bygning.